# Gachas dulces
Las gachas dulces, denominadas también gallinas en leche, pollas en leche o gachas gitanas de Jaén, son unas gachas típicas en toda la provincia de Jaén, España, especialmente durante el día de Todos los Santos, es decir, a comienzos de noviembre. Consiste harina tostada cocida con un poco de leche y azúcar y aromatizada con canela y a veces anís o ralladura de limón. Se sirve en el desayuno, con un poco de pan del día anterior frito (coscorrones) por encima.
También es popular en otras zonas: en Cádiz y Sevilla a las gachas dulces se las conoce como poleás, en Almería se denominan talvinas y en Toledo y Cuenca las llaman puches.

## Elaboración
Se fríen primeramente los coscorrones y se reservan. En la misma sartén, se fríe la harina, junto con los aromatizantes elegidos (anís, cáscara del limón y canela) hasta que se vea que se ha tostado ligeramente. Se incorpora azúcar, sal y leche (antiguamente agua), cuya cantidad depende del espesor que guste el comensal, y se remueve evitando formar grumos. Se deja cocer un poco más, se agregan los coscorrones y se deja enfriar.

### Pollas de leche de Navas de San Juan
En Navas de San Juan, un pueblo de la comarca del Condado de Jaén, las gachas dulces y las pollas con leche son dos platos diferentes. El primero es una mezcla de harina con leche, azúcar y un toque de canela, al que se le añaden trozos de pan frito. Las pollas con leche, sin embargo, se elaboran con magdalenas y requieren una elaboración diferente, detallada a continuación: Se cuece leche con sus aromatizantes (canela, piel de limón). Se baten las claras de tres huevos a punto de nueve y se echan en la leche hirviendo para que cuajen (las pollas son las claras cuajadas). Se agregan magdalenas cortadas en tiras rectangulares. Con las yemas, se hacen natillas líquidas y se añade, se espolvorea con canela y azúcar y se sirven templadas o frías.